# 王京镇
王京镇，是中华人民共和国河北省保定市唐县下辖的一个乡镇级行政单位。

## 行政区划
王京镇下辖以下地区：
王京村、东安乐村、西安乐村、北安乐村、拔茄村、东马寨村、西马寨村、东冯村、东沿村、西沿村、岳岭村、东建阳村、西建阳村、留泉村、西安里村、留九庄村、西连颐村和东连颐村。